# Пат О'Келлаган
Патрік О'Келлаган (англ. Patrick O'Callaghan; нар. 28 січня 1906 — пом. 1 грудня 1991) — ірландський легкоатлет, який спеціалізувався в метанні молота.

## Із життєпису
Легкою атлетикою почав займатись 1926 року.
Дворазовий олімпійський чемпіон з метання молота (1928, 1932).
Багаторазовий чемпіон Ірландії:
- метання молота (1927, 1928, 1930, 1931, 1932, 1935);
- штовхання ядра (1930, 1931, 1932, 1934, 1935);
- метання диска (1931);
- стрибки у висоту (1930, 1931, 1932).

Чемпіон США з метання молота (1933).
Чемпіон Великої Британії з метання молота (1934).
Спортивну кар'єру завершив 1936 року.

## Відео
- Виступ Пата О'Келлагана на Олімпіаді-1928 на YouTube